# Педесетнички календар
Педесетнички календар или Пентеконтадни календар је јединствени пољопривредни календарски систем, за који се мисли да је Аморитског порекла, у коме је година подељена у седам периода од по педесет дана, са годишњом допуном од петнаест или шеснаест дана. Открили су га и реконструисали Hildegaard и Julius Lewy током 1940-их. Употреба календара сеже уназад бар до 3. миленија п. н. е. у западној Месопотамији и околним подручјима. Коришћен је све до модерног доба, његови облици су пронађени у несторијанизму и међу феласима у савременој Палестини.

## Преглед
Педесетнички календар је на акадском био познат као hamšâtum а период од петнаест дана на крају године Вавилонцима је био познат као shappatum. Религијски налог да се „поштује сабат" по неким мишљењима потиче од налога да се прослави shappatum, период жетве на крају сваке године по пентеконтадском календарском систему.
Сваки 50-дневни период је обухватао седам седмица са седам сабата, са додатним педесетим даном, познатим као atzeret.
Овај календар су доста користили разна кананитска племена у Палестини, а мисли се да су га користили и Израелити, док у време краља Соломона није званично прихваћен нови тип соларног календара.
Литургијски календар Есена у Кумрану био је педесетнички календар, означен фестивалима последњег дана сваког 50-дневног периода, нпр. Прослава Новог вина, Прослава уља и Прослава Нове пшенице итд.
Филон је изричито повезао „врлине без премца“ пентеконтадског календара са Питагорином теоремом, даље описујући број педесет као „савршени израз правоуглог троугла, врховни принцип стварања у свету и 'најсветији' од бројева“.
Tawfiq Canaan (1882—1964) је описао употребу таквог календара међу Палестинцима у јужној Палестини, а такође и његов савременик Gustaf Dalman који је писао о обичајима муслиманских пољопривредника који су користили хришћанске ознаке за педесети дан, „што је, опет, прекривало далеко старије пољопривредне праксе: чување грожђа, муљање грожђа, сетву, итд.".
Julius Morgenstern је тврдио да календар Јубилеја има старо порекло као донекле модификовани остатак пентеконтадског календара.